# 동방비상천칙 ~ 초대형 기뇰의 수수께끼를 쫓아
《동방비상천칙 ~ 초대형 기뇰의 수수께끼를 쫓아》(일본어: 東方非想天則 ～ 超弩級ギニョルの謎を追え)은 상하이 앨리스 환악단과 황혼 프론티어와의 처음으로 공동으로 제작한 외전 작품이다.